# Miojapyx americanus
Miojapyx americanus är en urinsektsart som beskrevs av Ewing 1941. Miojapyx americanus ingår i släktet Miojapyx och familjen Parajapygidae. Inga underarter finns listade i Catalogue of Life.